# Parimarjan Negi
Parimarjan Negi (* 9. Februar 1993 in Neu-Delhi) ist ein indischer Schachmeister mit dem Titel Großmeister.

## Werdegang
Negi lernte die Schachregeln als Viereinhalbjähriger. 2002 wurde er U10-Asienmeister in Teheran, 2003 gewann er die Commonwealth-Meisterschaft U10. Nachdem er Normen in Hoogeveen 2005, Dubai 2005 und Sort 2005 erfüllt hatte, wurde er im April 2006 zum jüngsten Internationalen Meister der Welt ernannt. Er erzielte Großmeisternormen in Hastings 2005/06, beim Parsvnath-Turnier in seiner Heimatstadt Neu-Delhi im Januar 2006 und abschließend in Satka (Russland, Tscheljabinsk-Region) im Juni 2006. Er wurde somit im Alter von 13 Jahren und 142 Tagen der damals jüngste Großmeister der Welt und löste damit den Norweger Magnus Carlsen ab.
Negis Trainer sind Großmeister Jewgeni Wladimirow aus Kasachstan und der indische Internationale Meister Vishal Sareen.
Im Mai 2012 gewann Negi in Ho-Chi-Minh-Stadt die 11. Asien-Meisterschaft mit 7 Punkten aus 9 Partien dank besserer Wertung vor dem punktgleichen Yu Yangyi.

## Nationalmannschaft
Negi nahm mit der indischen Mannschaft an den Schacholympiaden 2012 und 2014 und erreichte 2014 den dritten Platz. Er nahm außerdem an der Mannschaftsweltmeisterschaft 2011 und den asiatischen Mannschaftsmeisterschaften 2009, 2012 und 2014 teil. 2009 gewann er mit Indien, während er 2012 und 2014 den zweiten Platz erreichte. In der Einzelwertung gewann er 2009 am vierten und 2012 am dritten Brett und erreichte 2014 am vierten Brett den zweiten Platz.

## Vereine
In der deutschen Schachbundesliga spielte Negi in der Saison 2008/09 sowie von 2010 bis 2014 für die Sportfreunde Katernberg. In der belgischen Interclubs spielte er von 2010 bis 2013 für KSK Rochade Eupen-Kelmis, in der chinesischen Mannschaftsmeisterschaft 2012 für Zhejiang Yinzhou. In Spanien spielt Negi seit 2008 für CA Solvay Torrelavega.

## Publikationen
- 1.e4 vs The French, Caro-Kann & Philidor. Quality Chess, Glasgow 2014, ISBN 978-1-906552-35-0 (englisch).
- 1.e4 vs The Sicilian I. Quality Chess, Glasgow 2015, ISBN 978-1-906552-39-8 (englisch).
- 1.e4 vs The Sicilian II. Quality Chess, Glasgow 2015, ISBN 978-1-907982-57-6 (englisch).
- 1.e4 vs The Sicilian III. Quality Chess, Glasgow 2016, ISBN 978-1-78483-024-3 (englisch).
- 1.e4 vs Minor Defences. Quality Chess, Glasgow 2020, ISBN 978-1-78483-078-6 (englisch).